# Karlinko
Karlinko (deutsch Vorwerk Körlin, auch Stadtgut) ist ein Dorf in der Woiwodschaft Westpommern in Polen.

## Geographische Lage
Das Dorf liegt in Hinterpommern etwa fünf Kilometer nordöstlich der Stadt Karlino (Körlin). Es liegt etwa 500 Meter nordwestlich der von Südwest nach Nordost verlaufenden Staatsstraße 6, die hier der ehemaligen Reichsstraße 2 entspricht. Parallel hinter der Staatsstraße verläuft der Fluss Radüe.
Westlich und südlich des Dorfes liegen die Wohnplätze Dębolas (Forsthaus Stadtwald), Witolub (Hühnerheide) und Krzywopłoty (Stadtholzkaten). Nachbardorf im Norden ist Świemino (Schwemmin).

## Geschichte
Das Dorf ist das ehemalige Vorwerk oder Stadtgut von Körlin, das im Nordosten der Körliner Stadtfeldmark lag. In Heinrich Berghaus’ Landbuch des Herzogtums Pommern und des Fürstentums Rügen von 1867 erscheint es unter dem Namen Stadthof als Vorwerk und Krugwirtschaft mit 13 Einwohnern und einem Bestand von 2 Pferden, 3 Kühen, 2 Ochsen und 210 Schafen.
- 1885: 13 Einwohner[2]
- 1895: 21 Einwohner[2]
- 1905: 16 Einwohner[2]

1928 umfasste das Vorwerk 128 Hektar unter dem Besitzer August Tessen von Gerlach auf Parsow. Bis 1945 gehörte das Vorwerk zur Stadt Körlin und mit dieser zum Landkreis Kolberg-Körlin in der preußischen Provinz Pommern.
1945 kam der Ort, wie ganz Hinterpommern, an Polen. Die Bevölkerung wurde durch Polen ersetzt. Der Ort erhielt den polnischen Namen Karlinko.
Karlinko bildet heute ein Schulzenamt in der Gmina Karlino (Stadt- und Landgemeinde Körlin). Mit dieser gehört es zum Powiat Białogardzki (Belgarder Kreis) der polnischen Woiwodschaft Westpommern. Zu dem Schulzenamt gehört auch der Wohnplatz Krzywopłoty (Stadtholzkaten).